# Infamie
Infamie (lateinisch infamia „Schande, Schimpf“, von Fama) bezeichnet im gewöhnlichen Sprachgebrauch ein ehrloses (gemeines oder heimtückisches) Handeln oder die Ehrlosigkeit als solche. Begrifflich setzt Infamie eine Gesellschaft voraus, die ein bestimmtes Verständnis von „Ehre“ besitzt.
Rechtshistorisch versteht man unter Infamie oder Verrufenheit den Zustand eingeschränkter Rechtsfähigkeit infolge der Aberkennung oder Schmälerung der bürgerlichen Ehrenrechte einer Person. Der Verlust der bürgerlichen Ehrenrechte konnte im deutschen Strafrecht bis 1969 als Nebenfolge der Verurteilung wegen bestimmter Straftaten erklärt werden.
Auch das kanonische Recht kannte die Infamie bis 1982 als Folge bestimmter kirchenrechtlicher Vergehen. Sie war als im Regelfall automatisch eintretende Kirchenstrafe mit der Aberkennung bestimmter Gliedschaftsrechte der Gläubigen in der römisch-katholischen Kirche verbunden.

## Allgemeiner Gebrauch
In der Zeit der Aufklärung hieß Voltaires großes Motto gegen Selbstsucht und Infamie der seinerzeitigen christlichen Propagandisten und klerikalen Hegemonisten „Écrasez l’infâme!“ (meint etwa „Radiert das Infame aus!“).
Gotthold Ephraim Lessing schreibt: „ich sehe schon, woran ich mit dir bin, du ehrvergessener, nichtswürdiger, infamer verführer, betrieger“. Friedrich Schiller veröffentlichte seine Erzählung „Der Verbrecher aus verlorener Ehre“ zuerst unter dem Titel „Verbrecher aus Infamie, eine wahre Geschichte“.
Unter traditionalistisch orientierten Sinti werden Personen als infam bezeichnet, die gegen die Reinheits- und Meidungsvorschriften der Gemeinschaft verstoßen. Dies führt in der Regel zum temporären oder dauerhaften Ausschluss aus der Familiengemeinschaft. Andere Personen, die mit infamen Menschen essen und trinken, werden ebenfalls infam.
Die ursprüngliche Bedeutung des Begriffes scheint in Vergessenheit zu geraten. Eine infame Anschuldigung mag ursprünglich eine Anschuldigung durch eine ehr- und rechtlose Person, möglicherweise als entehrende oder entrechtende Anschuldigung gewesen sein. Heute wird infam meist nur noch als Unterstreichung der Zurückweisung der Aussage verwendet, teilweise auch synonym zu hinterhältig, unverschämt, zynisch.
Der Niedergang des Begriffes ist dabei möglicherweise im Niedergang der Bedeutung des Begriffes der Ehre begründet, dessen Antithese er darstellt.

## Früherer Gebrauch als Rechtsbegriff

### Römisches Recht
Das römische Recht kennt folgende Begriffe zur Änderung oder Schmälerung des rechtlichen Status (capitis deminutio):
- capitis deminutio minima als Wechsel in der Familienzugehörigkeit,
- capitis deminutio media als Verlust des Bürgerrechts und der Familienzugehörigkeit,
- capitis deminutio maxima als Verlust der Freiheit, des Bürgerrechts und Familienzugehörigkeit.

Diese Infamie, die so genannte Infamia iuris, ließ das römische Recht infolge gewisser Handlungen eintreten und zwar entweder als unmittelbare Folge der Handlung selbst (infamia immediata) oder erst infolge des Richterspruchs, welcher den Betreffenden einer solchen Handlung für schuldig erklärte (infamia mediata). Ersteres war zum Beispiel der Fall bei Verletzung des für die Witwe geordneten Trauerjahrs, letzteres bei einer Verurteilung im öffentlichen Volksgericht oder infolge gewisser Privatdelikte und Privatklagen (zum Beispiel Missbrauch von Treuhandvermögen unter Ausnutzung der Eigentümerstellung). Die hauptsächlichen Folgen dieser Infamie waren Unfähigkeit zu Staats- und Gemeindeämtern, zur prozessualischen Vertretung anderer vor Gericht und zum vollgültigen gerichtlichen Zeugnis.
Das Konzept der Einschränkung der Rechtsfähigkeit fand über das römische Recht Eingang in die späteren abendländischen Rechtssysteme.

### Infamie im Mittelalter
Der Schutz der mittelalterlichen Rechtssysteme galt zunächst den (katholischen) Christen. Häretiker (zum Beispiel Waldenser, Katharer), Juden, Muslime und Heiden waren rechtlos, soweit ihnen nicht Privilegien seitens des Landesherren zugesichert waren. Diese Privilegien verliehen ihren Inhabern einen zumindest teilweisen und oft regional begrenzten Rechtsschutz.
Christen konnten Rechtsschutz und Rechtsfähigkeit verlieren, wenn sie als Häretiker oder Schwerverbrecher verurteilt wurden. Die Verurteilung zur Infamie konnte auch durch eine geistliche Autorität erfolgen und findet sich in den Ketzergesetzen Friedrichs II. und Gregors IX. im 13. Jahrhundert. Papst Innozenz III. führte aufgrund der Risiken der praktizierten Anklageverfahren (Akkusationsverfahren und Infamationsverfahren) das Inquisitionsverfahren ein. Viele Verurteilungen von Häretikern beinhalteten die Verurteilung zur dauerhaften Infamie.
Siehe auch Kirchenstrafe, Infamationsverfahren, Inquisitionsverfahren